# Клас Ейлера
У математиці, зокрема алгебричній топології, диференціальній геометрії і диференціальній топології, клас Ейлера є прикладом характеристичного класу для орієнтовних дійсних векторних розшарувань. Названий на честь Леонарда Ейлера оскільки у випадку дотичного розшарування многовиду він визначає його характеристику Ейлера.
Клас Ейлера можна задати у кілька еквівалентних способів: як обструкцію до існування перетинів, що не рівні нулю всюди, як обернене відображення орієнтаційної форми при перетині або із використанням пфаффіана і гомоморфізму Чженя — Вейля. Для плоских розшарувань існують і інші еквівалентні означення.

## Основна ідея і мотивація
Клас Ейлера є характеристичним класом, зокрема топологічним інваріантом на орієнтовних векторних розшаруваннях: два ізоморфні орієнтовні векторні розшарування мають однакові класи Ейлера. У випадку диференційовних многовидів клас Ейлера дотичних розшарувань визначає характеристику Ейлера многовида.
Клас Ейлера є обструкцією для існування перетинів, що ніде не є рівними нулю. Зокрема характеристика Ейлера замкнутого, орієнтовного, диференційовного многовида характеристика Ейлера є обструкцією для існування векторних полів без сингулярних точок.
Для підмножини базового простору векторного розшарування і перетину, що ніде не є рівним нулю можна ввести відносний клас Ейлера. Він задає обструкцію до продовження перетину без нулів на весь базовий простір.

## Означення

### Аксіоматичне означення
Клас Ейлера повністю визначається аксіомами.
Для кожного орієнтовного, {\displaystyle n}-вимірного дійсного векторного розшарування {\displaystyle E\to X} існує єдиним чином визначений елемент когомологічної групи
{\displaystyle e(E)\in H^{n}(X;\mathbb {Z} )}
так, що при цьому виконуються умови: 
- для кожного неперервного відображення {\displaystyle f\colon X^{\prime }\to X} і обернених відображень векторних розшарувань, перетинів і когомологічних класів:

{\displaystyle e(f^{*}E)=f^{*}(e(E))}
- {\displaystyle e(E_{1}\oplus E_{2})=e(E_{1})\cup e(E_{2})}
- для тавтологічного комплексного лінійного розшарування {\displaystyle \gamma ^{1}\to \mathbb {C} P^{1}}, яке розглядається як 2-вимірне дійсне векторне розшарування, елемент {\displaystyle e(\gamma ^{1})\in H^{2}(\mathbb {C} P^{1};\mathbb {Z} )} є генератором групи {\displaystyle H^{2}(\mathbb {C} P^{1};\mathbb {Z} )\simeq \mathbb {Z} }.

Когомологічний клас (елемент групи когомологій) {\displaystyle e(E)\in H^{n}(X;\mathbb {Z} )} називається класом Ейлера для розшарування {\displaystyle E}.

## Означення в термінах теорії обструкцій
Для {\displaystyle n}-вимірного орієнтовного векторного розшарування {\displaystyle E\to \vert K\vert } над геометричною реалізацією {\displaystyle \vert K\vert } симпліційного комплексу {\displaystyle K} означення Ейлера можна одержати за допомогою класу обструкції
{\displaystyle o_{n}(E)\in H^{n}(K;\pi _{n-1}(V_{1}(\mathbb {R} ^{n}))}
для продовження перетину асоційованому векторному розшаруванні на {\displaystyle n}-кістяк комплексу {\displaystyle K}.
Група коефіцієнтів
{\displaystyle \pi _{n-1}(V_{1}(\mathbb {R} ^{n}))\simeq \pi _{n-1}(\mathbb {R} ^{n}-0)\simeq H_{n-1}(\mathbb {R} ^{n}-0;\mathbb {Z} )\simeq H_{n}(\mathbb {R} ^{n},\mathbb {R} ^{n}-0;\mathbb {Z} )}
є канонічно ізоморфною до {\displaystyle \mathbb {Z} } і цей ізоморфізм відображає {\displaystyle o_{n}(E)} на клас Ейлера
{\displaystyle e(E)\in H^{n}(K;\mathbb {Z} )}.

## Означення за допомогою класу орієнтації
Для орієнтовного {\displaystyle n}-вимірного векторного розшарування {\displaystyle p\colon E\to M} і {\displaystyle E_{0}\subset E} — доповнення нульового перетину можна розглянути образ при {\displaystyle u\mid _{E}} класу орієнтації (класу Тома).
{\displaystyle u\in H^{n}(E,E_{0};\mathbb {Z} )}
у {\displaystyle H^{n}(E;\mathbb {Z} )}. Оскільки {\displaystyle \mathbb {R} ^{n}} є стягуваним простором, то {\displaystyle p\colon E\to M} є гомотопною еквівалентністю і
{\displaystyle p^{*}\colon H^{*}(M;\mathbb {Z} )\to H^{*}(E;\mathbb {Z} )}
є ізоморфізмом. Клас Ейлера за означенням є
{\displaystyle e(E):=(p^{*})^{-1}u\mid _{E}\in H^{n}(M;\mathbb {Z} )}.
Еквівалентно {\displaystyle e(E)} є рівним
{\displaystyle e(E):=s^{*}u\mid _{E}}
для довільного перетину  {\displaystyle s\colon M\to E} (наприклад нульового).
Якщо для розшарування {\displaystyle E\to M} існує перетин, що ніде не є рівним нулю, тобто {\displaystyle s(M)\subset E_{0},} то {\displaystyle e(E)=0}.

## Означення у теорії Чженя — Вейля
Якщо розглядати векторні розшарування над диференційовним многовидом {\displaystyle M} то побудову варіанта класу Ейлера можна здійснити за допомогою теорії Чженя — Вейля. У цьому випадку клас Ейлера приймає значення у гомологічних групах із дійсними коефіцієнтами, тобто {\displaystyle H^{*}(M;\mathbb {R} )}. Зокрема для векторних розшарувань непарної розмірності клас Ейлера завжди є нульовим.
Для орієнтовного векторного розшарування розмірності {\displaystyle n=2k} можна розглянути асоційоване {\displaystyle SO(2k)}-головне розшарування (реперне розшарування) {\displaystyle P\to M}.
Для {\displaystyle SO(2k)}-головного розшарування {\displaystyle P\to M} із формою зв'язності {\displaystyle \omega \in \Omega ^{1}(P,so(2k))} клас Ейлера {\displaystyle e(P)\in H_{dR}^{2k}(M)\simeq H^{2k}(M;\mathbb {R} )} задається за допомогою пфаффіана кососиметричного оператора:
{\displaystyle Pf(A)={\frac {1}{2^{k}k!}}\sum _{\sigma \in S_{2k}}sign(\sigma )a_{\sigma (1)\sigma (2)}\ldots a_{\sigma (2k-1)\sigma (2k)}}
для якого {\displaystyle Pf\in I^{n}(so(2k))} і гомоморфізма Чженя — Вейля:
{\displaystyle I^{k}(so(2k))\to H_{dR}^{2k}(M)}.
А саме для форми кривини {\displaystyle \Omega \in \Omega ^{2}(M)}, яка є кососиметричною за допомогою пфаффіана одержується диференціальна форма
{\displaystyle {\frac {1}{2^{k}\pi ^{2k}}}Pf(\Omega )(X_{1},\dots ,X_{2k}):={\frac {1}{(2\pi )^{2k}}}{\frac {1}{(k)!}}\sum _{\sigma \in {\mathfrak {S}}_{2k}}\operatorname {sign} (\sigma )Pf(\Omega (X_{\sigma (1)},X_{\sigma (2)}),\dots ,\Omega (X_{\sigma (2k-1)},X_{\sigma (2k)}))}
яка є замкнутою і задає клас у когомології де Рама, який і називається класом Ейлера. Клас Ейлера є незалежним від вибору зв'язності у цьому означенні.
Згідно із узагальненою теоремою Гауса — Бонне подібне диференціальне означення є еквівалентним попередньому топологічному, якщо розглядати компактні диференційовні многовиди і перейти до дійсних коефіцієнтів.

## Клас Ейлера для SL(n,R)-головних розшарувань
При ізоморфізмах
{\displaystyle I^{k}(so(2k))\simeq H^{2k}(BSO(2k))\simeq H^{2k}(BSL(2k,\mathbb {R} ))}
пфаффіану відповідає когомологічний клас {\displaystyle e(\gamma ^{2k})} у когомології класифікуючих просторів {\displaystyle BSL(2k,\mathbb {R} )}, тобто клас Ейлера універсального розшарування {\displaystyle \gamma ^{2k}\to BSL(2k,\mathbb {R} )}. Для кожного {\displaystyle SL(2k,\mathbb {R} )}-розшарування {\displaystyle P\to M} можна використати класифікуюче відображення {\displaystyle f\colon M\to BSL(2k,\mathbb {R} )} для визначення класу Ейлера
{\displaystyle e(P):=f^{*}(e(\gamma ^{2k}))\in H^{2k}(M)}. Він є рівним класу Ейлера асоційованого векторного розшарування.

## Клас Ейлера для сферичних розшарувань
Для довільного сферичного розшарування теж можна ввести Клас Ейлера.
У випадку одиничного сферичного розшарування ріманового векторного розшарування при цьому одержується введений вище клас Ейлера для векторного розшарування.

## Властивості
- Канонічний гомоморфізм {\displaystyle H^{n}(X;\mathbb {Z} )\to H^{n}(X;\mathbb {Z} /2\mathbb {Z} )} відображає клас Ейлера у n-ий клас Штіфеля-Вітні {\displaystyle w_{n}\in H^{n}(X;\mathbb {Z} /2\mathbb {Z} )} ab.
- Кап добуток {\displaystyle e(E)\cup e(E)} є рівний найвищому класу Понтрягіна {\displaystyle p_{n}\in H^{2n}(X;\mathbb {Z} )}.
- Для замкнутого, орієнтовного, диференційовного многовида {\displaystyle M} із дотичним розшаруванням {\displaystyle TM} і фундаментальним класом {\displaystyle \left[M\right]} характеристика Ейлера є рівною {\displaystyle \langle e(TM),\left[M\right]\rangle =\chi (M)}.
- Якщо {\displaystyle {\overline {E}}} є векторним розшаруванням рівним {\displaystyle E} але із протилежною орієнтацією, то {\displaystyle e({\overline {E}})=-e(E)}.
- Зокрема для векторних розшарувань непарної розмірності {\displaystyle 2e(E)=0}. Для замкнутих, орієнтовних, диференційовних многовидів непарної розмірності характеристика Ейлера є рівною 0.
- Для суми Вітні векторних розшарувань:
{\displaystyle e(E_{1}\oplus E_{2})=e(E_{1})\cup e(E_{2})} де {\displaystyle \cup } позначає кап добуток.

- Для довільного перетину {\displaystyle s\colon M\to E} для {\displaystyle n}-вимірного орієнтовного векторного розшарування над {\displaystyle m}-вимірним замкнутим орієнтовним многовидом {\displaystyle M} фундаментальний клас {\displaystyle \left[Z\right]} множини нулів {\displaystyle Z=\left\{x\in X:s(x)=0\right\}} у {\displaystyle H_{m-n}(M;\mathbb {Z} )} є двоїстим за Пуанкаре до {\displaystyle e(E)\in H^{n}(M;\mathbb {Z} )}. У випадку дотичного розшарування {\displaystyle E=TM} звідси випливає теорема Пуанкаре — Гопфа.
- Якщо {\displaystyle N_{Y}} є нормальним розшаруванням замкнутого орієнтовного підмноговиду {\displaystyle Y\subset M} тоді {\displaystyle <e(N_{Y}),\left[Y\right]>} числу самоперетинів {\displaystyle Y}.
- Послідовність Гизіна: Для {\displaystyle n}-вимірного орієнтовного векторного розшарування {\displaystyle E\to B} (із множиною {\displaystyle E_{0}\subset E} ненульових векторів) кап добуток і клас Ейлера задають точну послідовність
 {\displaystyle \ldots \to H^{i}(B;\mathbb {Z} )\to H^{i+n}(B)\to H^{i+n}(E_{0})\to H^{i+1}(B)\to \ldots }.